# اس‌اس آلبا
اس‌اس آلبا (به انگلیسی: SS Alba) یک کشتی بود که طول آن ۷۶٫۵ متر (۲۵۱ فوت) بود.